# 이치노세촌 (미에현)
이치노세촌(一之瀬村)은 미에현 와타라이군에 있던 촌이다. 현재의 와타라이정의 남반에 해당한다.

## 역사
- 1889년 4월 1일 - 정촌제 시행에 의해 와타라이군 이치노세촌이 성립하였다.
- 1955년 4월 1일 - 오가와고촌, 우치키다촌, 나카가와촌과 합병해 와타라이촌이 성립하여, 동일 이치노세촌은 폐지되었다.

## 참고문헌
- 가도카와 일본 지명 대사전 24 三重県